# عین یعقوب
عین یعقوب (به عربی: عین یعقوب) یک منطقهٔ مسکونی در لبنان است که در شهرستان عکار واقع شده‌است. عین یعقوب ۳٫۷۶ کیلومتر مربع مساحت و ۱٬۲۸۱ نفر جمعیت دارد و ۶۰۰ متر بالاتر از سطح دریا واقع شده‌است.